# Wang Xiufen
Wang Xiufen (in cinese: 王秀芬S; 20 febbraio 1974) è un'ex sollevatrice cinese campionessa mondiale che ha gareggiato nella categoria dei pesi piuma (fino a 53 kg.).

## Carriera
Nel 1998 Wang Xiufen vinse la medaglia d'oro ai Campionati mondiali di Lahti con 210 kg. nel totale, battendo la bulgara Izabela Rifatova-Dragneva (192,5 kg.) e stabilendo due record mondiali nella prova di slancio ed un record mondiale nel totale.
L'anno seguente Wang Xiufen ottenne la medaglia d'argento ai Campionati asiatici di Wuhan con 212,5 kg. nel totale, battuta dalla taiwanese di origine cinese Li Feng-ying (215 kg.) e, dopo circa due mesi, vinse la medaglia di bronzo ai Campionati mondiali di Atene con 197,5 kg. nel totale, alle spalle di Li Feng-ying (215 kg.) e dell'indonesiana Winarni Binti Slamet (202,5 kg.).